# Seixal (Porto Moniz)
Seixal ist eine portugiesische Gemeinde (Freguesia) im Kreis Porto Moniz. In ihr leben 612 Einwohner (Stand 19. April 2021).
Der Ortsname geht auf das portugiesische Wort "seixo" oder "seiço" zurück, das einen Strauch aus der Familie der Weiden (Salicaceae) bezeichnet, der im Norden Madeiras häufig vorkommt.
Seixal wurde 1533 gegründet. Lange war der Ort, dessen Einwohner von Landwirtschaft und Fischerei lebten, sehr isoliert und nur über das Meer erreichbar. Erst im 17. Jahrhundert wuchs Seixal an, da jetzt bessere Boote zur Verfügung standen, und im 18. Jahrhundert erreichte es mit rund 3 500 Menschen seine höchste Einwohnerzahl. 1972 zählte Seixal noch 1 200 Einwohner.
Eines der markantesten Gebäude im Ort ist die Kirche Santo Antão von 1553. Seixal ist auch wegen seines schwarzen Sandstrandes "Praia do Porto de Seixal" bekannt. Zusätzlich gibt es an der Küste Naturschwimmbecken ("Poças das Lesmas") zwischen vulkanischen Felsen.
Eine gastronomische Spezialität des Ortes sind Forellen, die in den Gewässern um Seixal häufig vorkommen und in Chão da Ribeira unweit von Seixal gezüchtet werden. Ein typisches Getränk ist "Poncha" aus Honig, Zitronensaft und Zuckerrohrbrandy.
An der Straße von Seixal nach São Vicente bietet sich vom Aussichtspunkt "Miradouro do Véu da Noiva" ein eindrucksvoller Blick, u. a. auf den Wasserfall "Cascata do Véu da Noiva", der sich aus einer Felswand heraus direkt ins Meer ergießt.

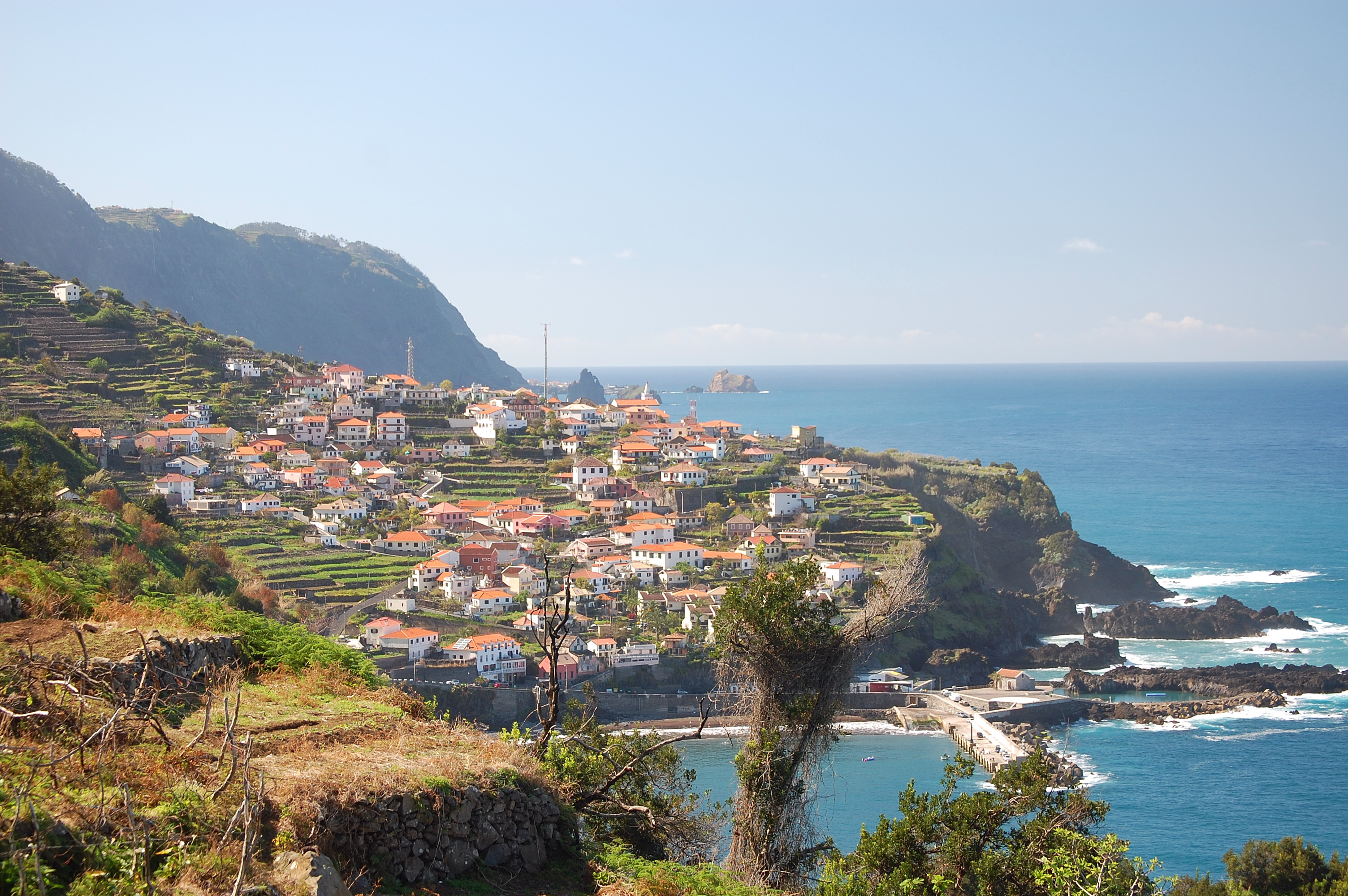
Gesamtansicht
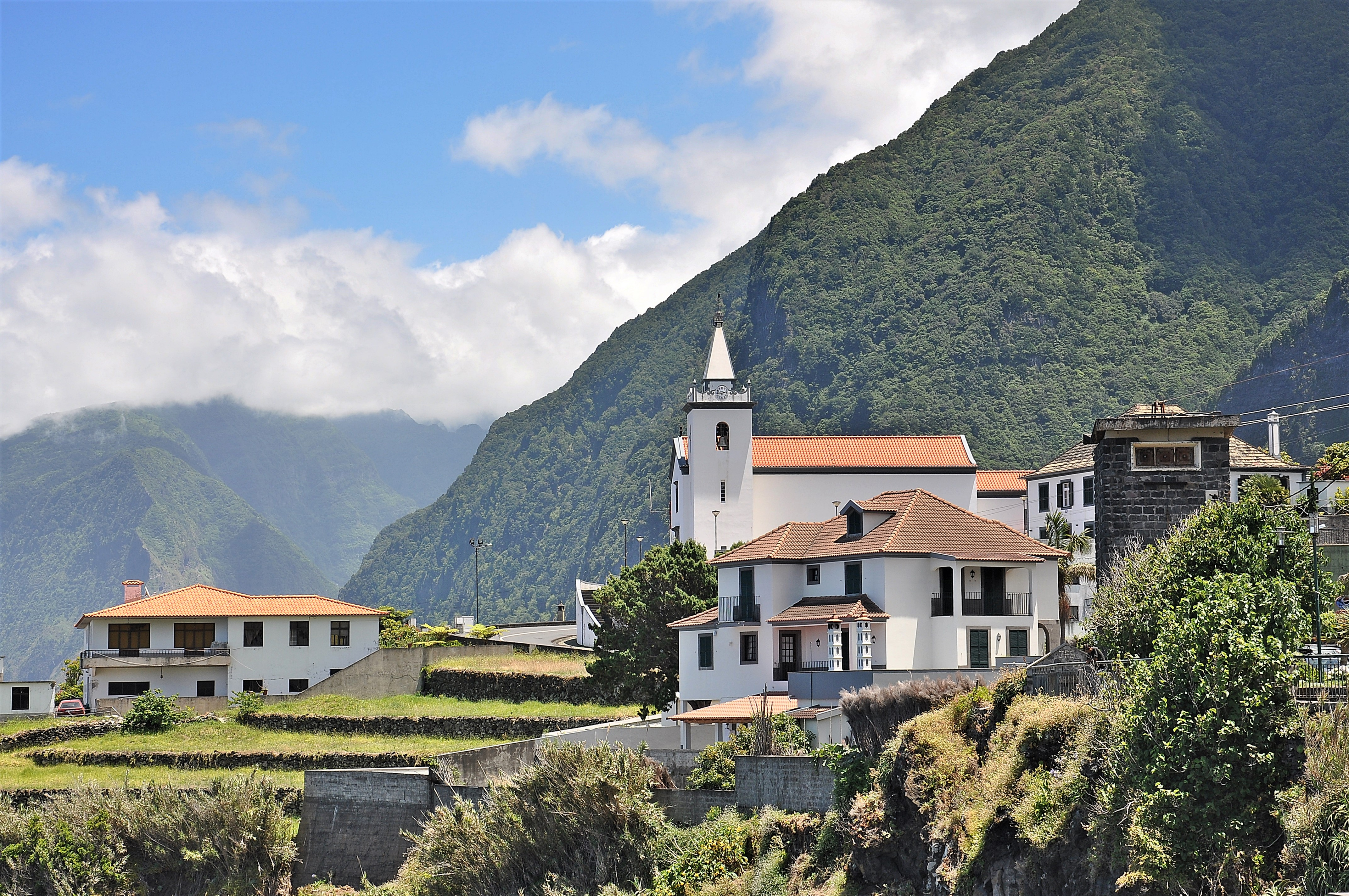
Kirche Igreja de Santo Antão
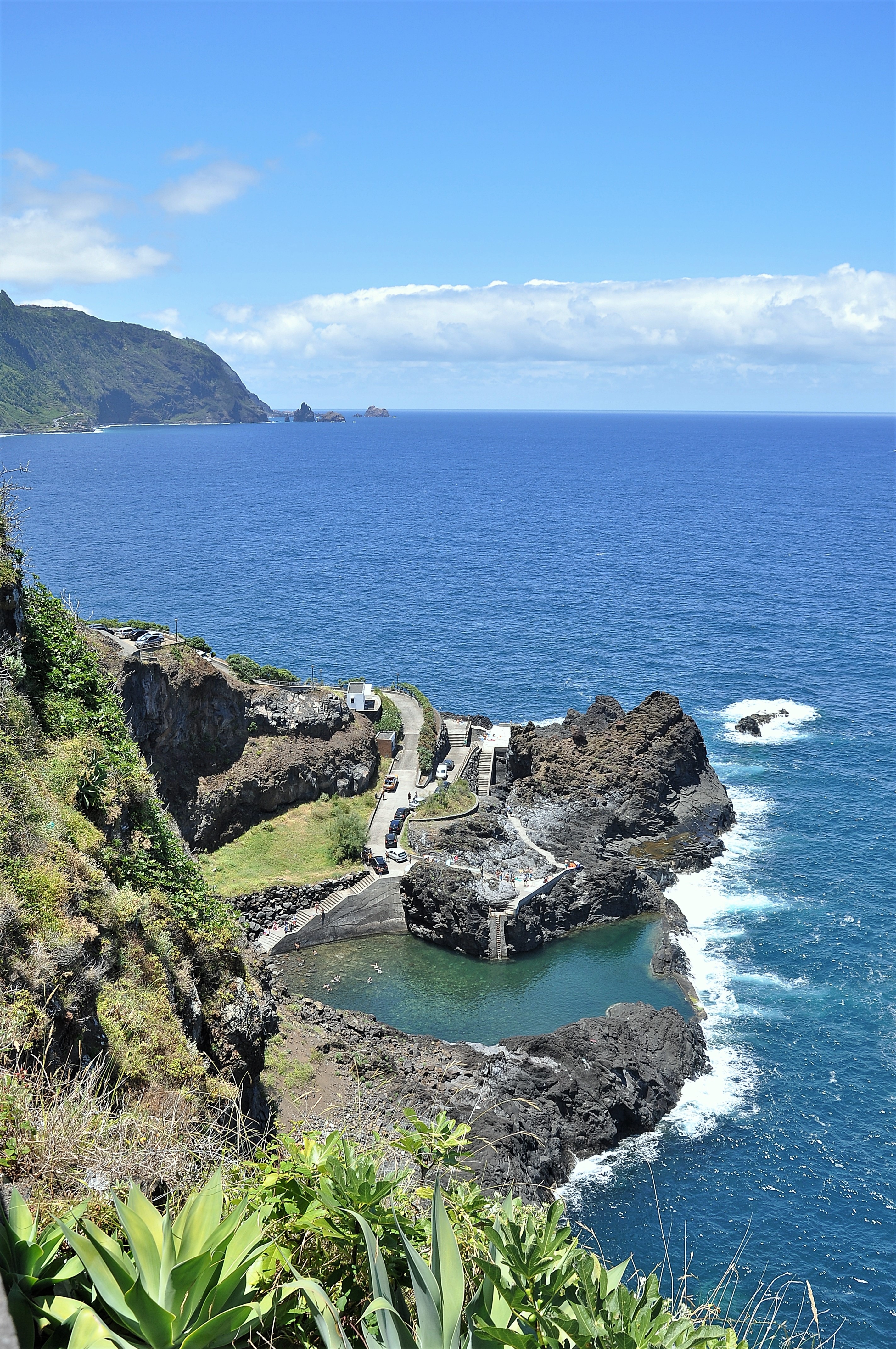
Naturschwimmbecken in Seixal
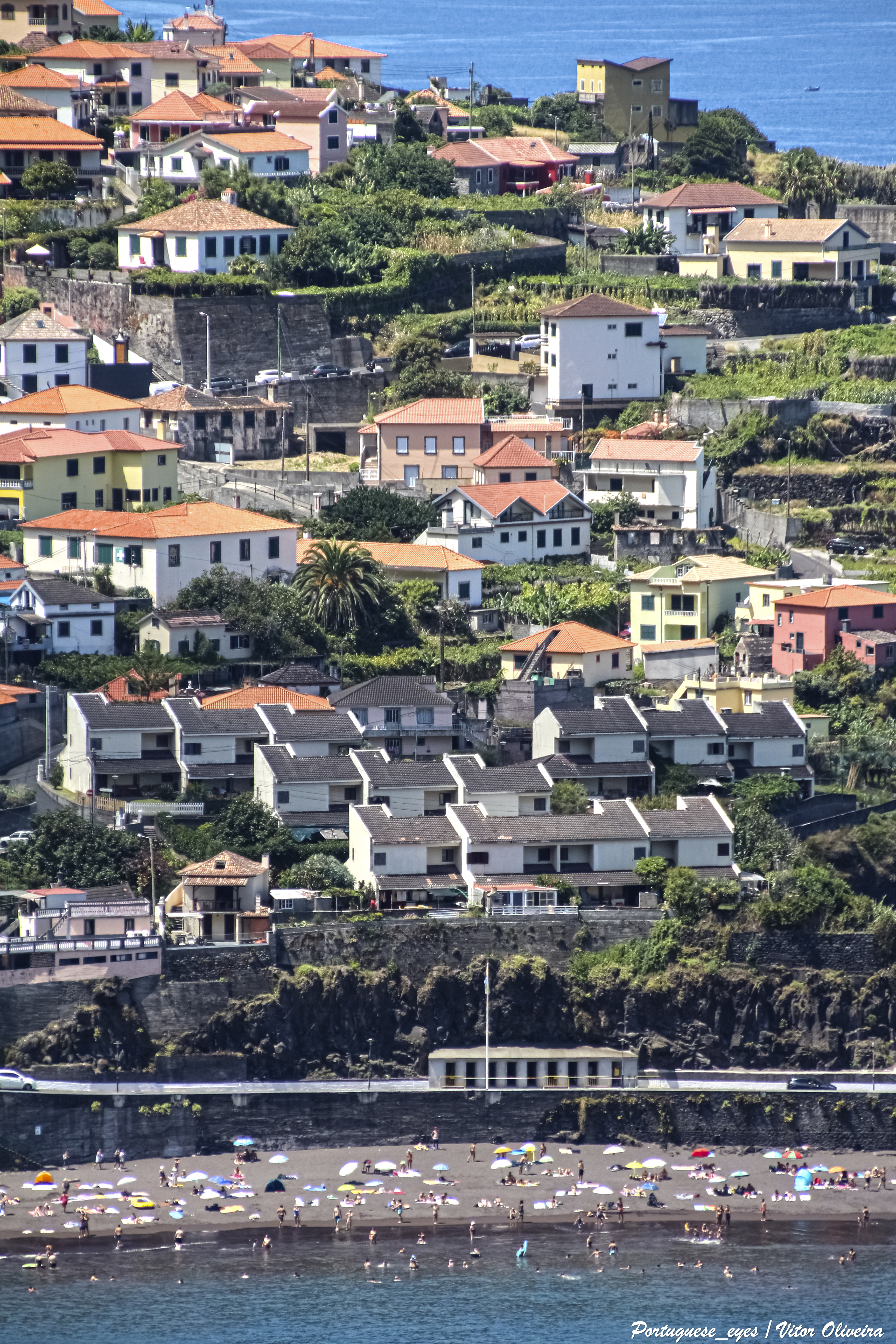
Sandstrand von Seixal
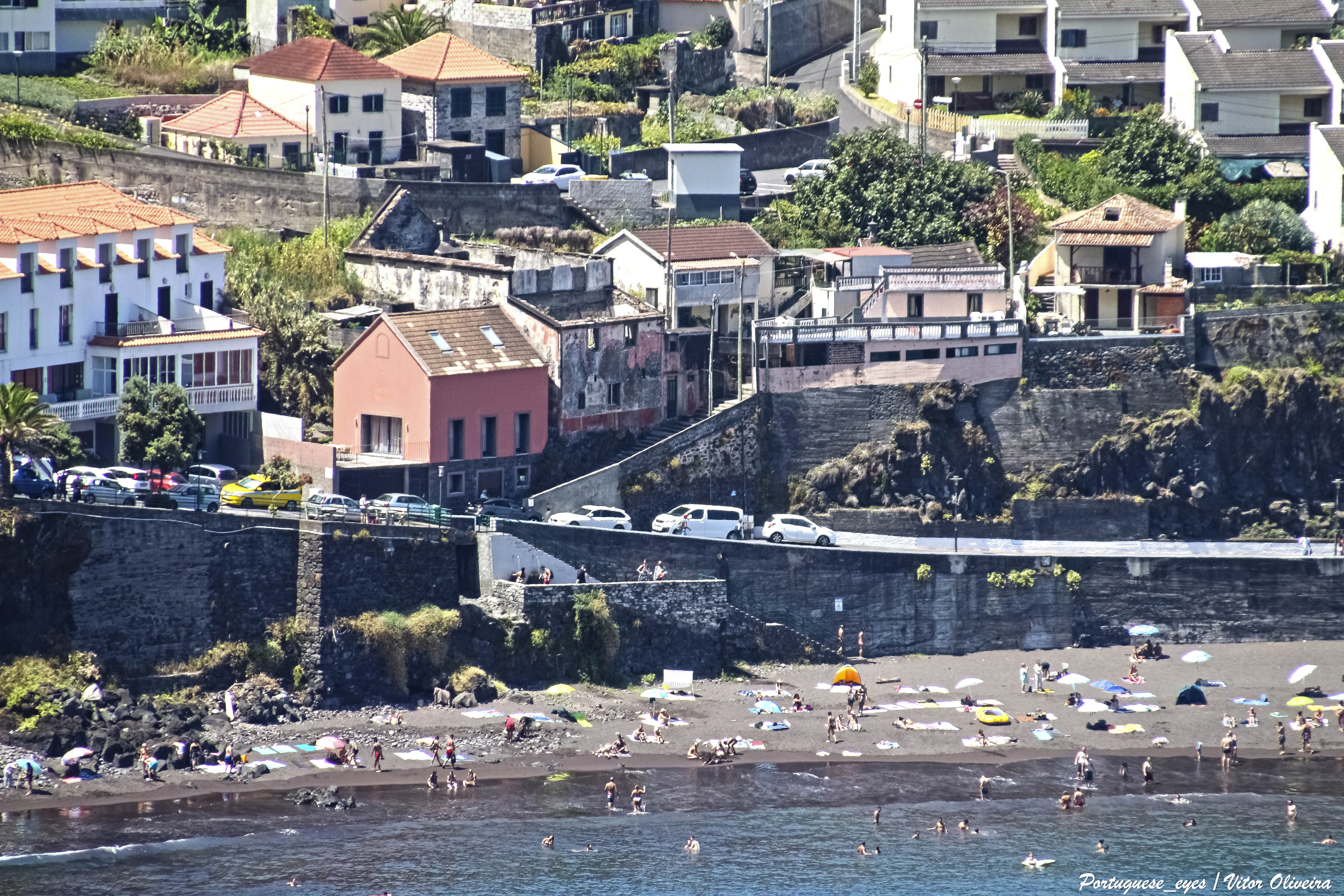
Sandstrand von Seixal
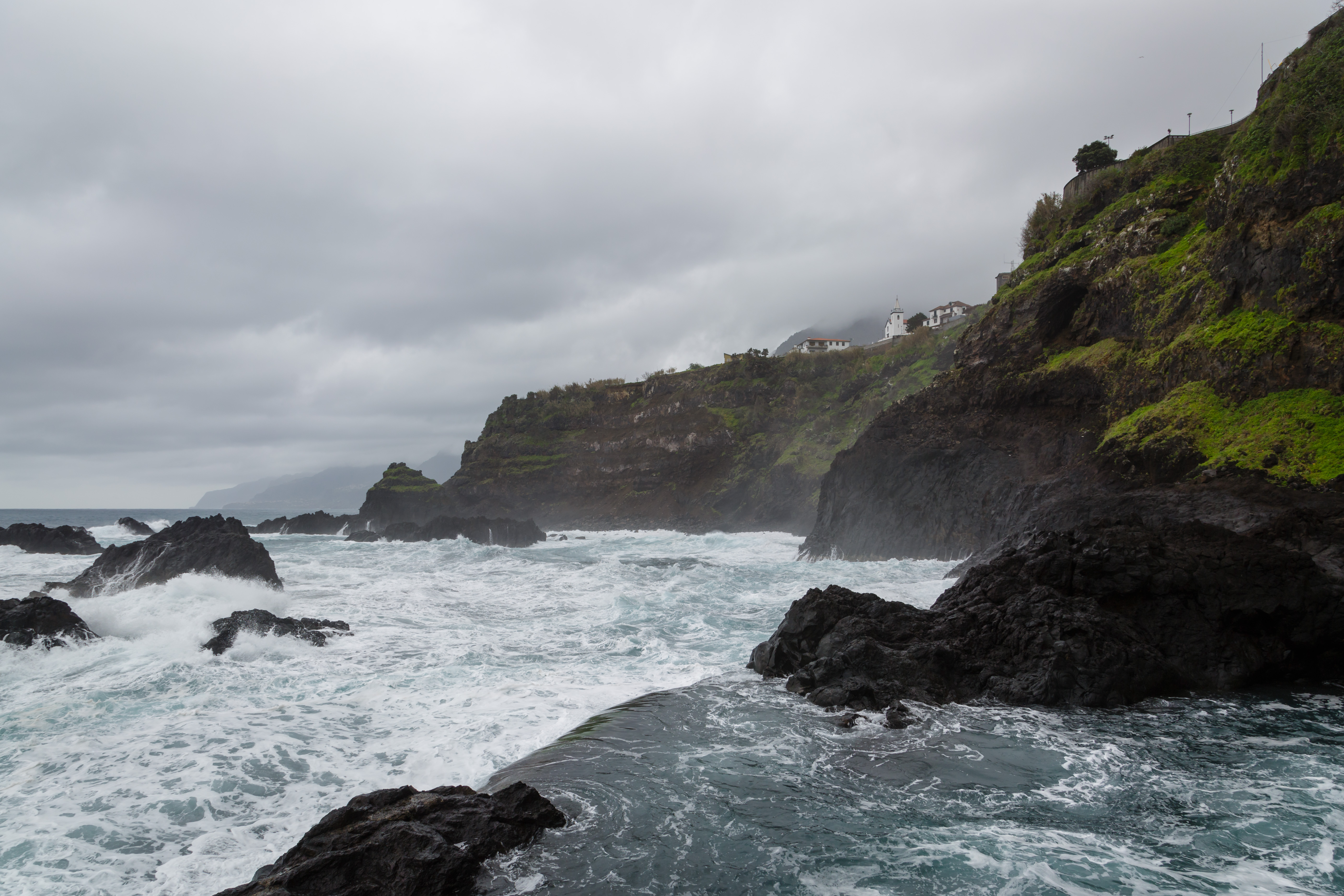
Seixal hoch über dem tobenden Atlantik